# NGC 547
NGC 547 é uma galáxia elíptica (E1) localizada na direcção da constelação de Cetus. Possui uma declinação de -01° 20' 42" e uma ascensão recta de 1 horas, 26 minutos e 00,7 segundos.
A galáxia NGC 547 foi descoberta em 1 de Outubro de 1785 por William Herschel.